# Melanocamarosporioides
Melanocamarosporioides is een monotypisch geslacht van schimmels behorend tot de familie Melanommataceae. De typesoort is Melanocamarosporioides ugamica.